# Cabrespine
Cabrespine là một xã của Pháp, thuộc tỉnh Aude trong vùng Occitanie. Người dân địa phương trong tiếng Pháp gọi là Cabrespinois.

## Hành chính
| Danh sách các xã trưởng                |           |                     |      |                              |
| Giai đoạn                              | Giai đoạn | Tên                 | Đảng | Tư cách                      |
| tháng 3 năm 2008                       | 2014      | Philippe Clergue    |      |                              |
| tháng 3 năm 2001                       | 2008      | Antoine Menen       |      | 1965-1995 Benjamin Tissières |
| 1848                                   | 1871      | Hyppolite Fortanier |      |                              |
| 1790                                   | 1793      | Pierre Jouy         |      |                              |
| Tất cả các dữ liệu trước đây không rõ. |           |                     |      |                              |

## Thông tin nhân khẩu
| Năm | 1962 | 1968 | 1975 | 1982 | 1990 | 1999 |
| --- | ---- | ---- | ---- | ---- | ---- | ---- |
| Dân số | 182  | 190  | 218  | 192  | 193  | 196  |
| From the year 1968 on: No double counting—residents of multiple communes (e.g. students and military personnel) are counted only once. |      |      |      |      |      |      |